# Autographa elongata
Autographa elongata är en fjärilsart som beskrevs av Alberti 1969. Autographa elongata ingår i släktet Autographa och familjen nattflyn. Inga underarter finns listade i Catalogue of Life.